# بقای اصلح

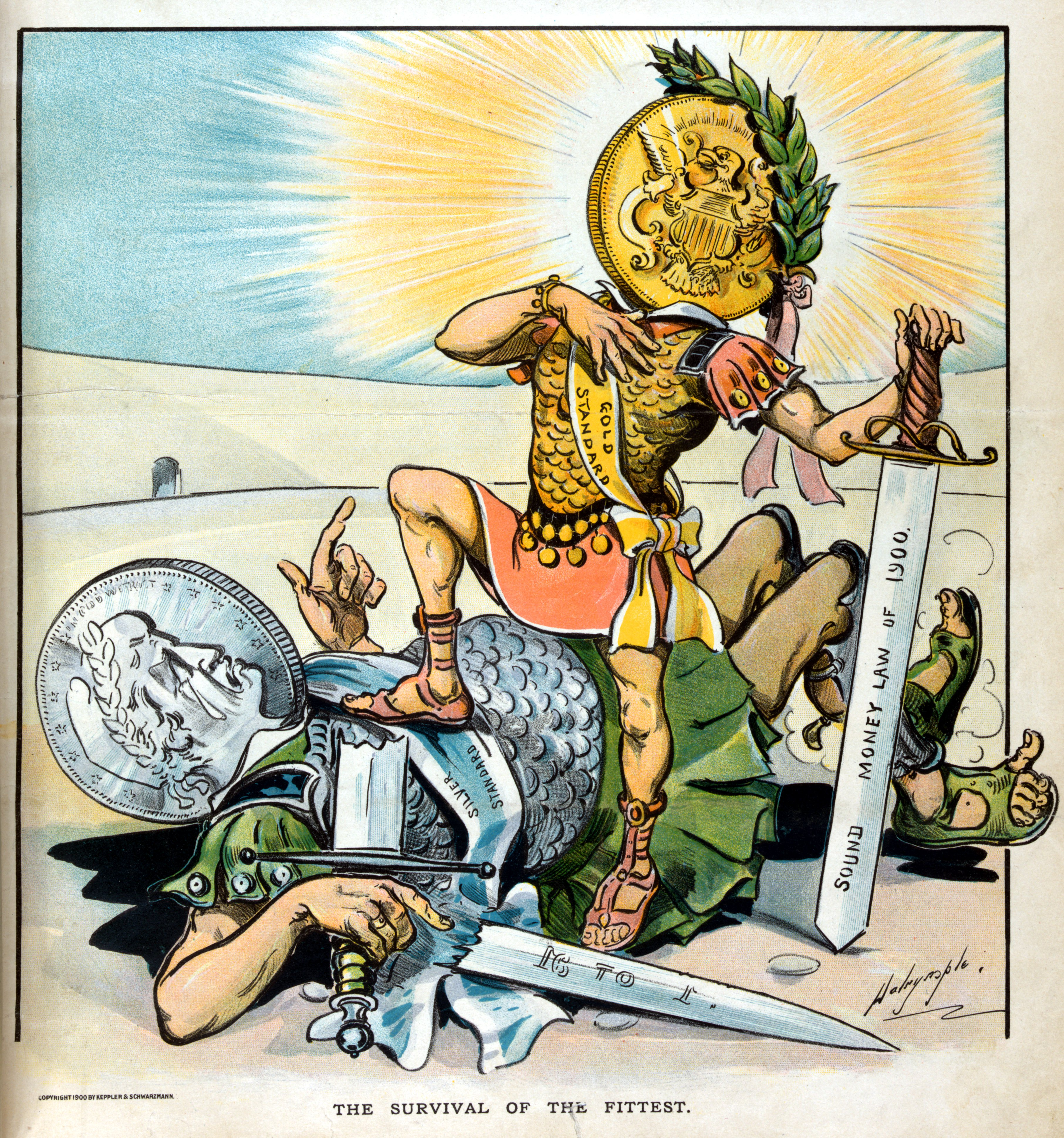
تصویر روی جلد شماره ۱۲۰۱ نشریه پاک(Puck) اثر لوییس دارلیمپل (به تاریخ ۱۴ مارس ۱۹۹۰) که دو گلادیاتور را در حال نبرد با یکدیگر نشان می‌دهد.

اصطلاح بقای اصلح را نخستین بار هربرت اسپنسر در کتاب اصول زیست‌شناسی، در سال ۱۸۶۴ به کاربرد. مهم‌ترین کمک اسپنسر به رشد تفکر اجتماعی را باید طرح همین مفهوم دانست. بسیاری به اشتباه طرح مفهوم بقای اصلح را به داروین نسبت می‌دهند؛ در حالی که اسپنسر این مفهوم را حدوداً ده سال پیش از انتشار اندیشه‌های داروین در خصوص انتخاب طبیعی مطرح کرد. داروین بعدها گفت که اساساً اصطلاح بقای اصلح اسپنسر را بر اصطلاح انتخاب طبیعی خود ترجیح می‌دهد. کارِنیرو بعدها توضیح داد، علت این ترجیح احتمالی داروین آن بود که در ایده انتخاب طبیعی، عاملی هوشمند(طبیعت) امر انتخاب را به نفع انسان انجام می‌دهد. در مقابل، بر مبنای اصطلاح بقای اصلح اسپنسر، طبیعت بیشتر از آن‌که انتخاب کند، اشکال «نامناسب» گونه‌ها را حذف می‌کند.
نظریه بقای اصلح اسپنسر مفهوم‌تر از انتخاب طبیعی داروین است. داروین فقط به فرایند تغییر گونه‌های زیست‌شناسی توجه داشت، در حالی که اسپنسر علاوه بر آن، به فرایندهای اجتماعی و نتیجه نهایی (بقای اصلح) پرداخت.

از نظر اسپنسر تکامل گونه‌های زیست‌شناختی و گونه‌های اجتماعی اساساً مربوط به بقای اصلح است. بر این اساس، فرایندهای تکاملی گونه‌های نامناسب (ناصالح) را تصفیه می‌کنند و پیامد نهایی این تصفیه شکل‌گیری جامعه کامل‌تر خواهد بود. اسپنسر این پیامد را ناشی از فرایندهای طبیعی می‌دانست و طرفدار پروپاقرص اقتصاد آزاد یا سیاست عدم مداخله بود. کلید این فرایند «سازگاری» است؛ و در این تفکر افراد باید با تغییرات جامعه (و محیط)، تغییر کنند. این ایده بنیادی، که طبق آن نباید در فرایند سازگاری مداخله‌ای صورت گیرد، نشان می‌دهد که «افراد فاقد صلاحیت» (افراد ناصالح) (فقیران، ضعیفان، جاهلان، یا بیماران) «غربال» می‌شوند. اسپنسر فرایند طبیعی تنازع بقا را نوعی فرایند تصفیه زیست‌شناختی می‌دانست. وی در کتاب ایستایی اجتماعی خود می‌گوید:
ظاهراً مشکل است که بیوه‌ها و یتیمان را در جدال با مرگ و زندگی رها کنیم با این وجود، چنان‌چه این موضوع را نه به صورت جداگانه، بلکه به صورتی مرتبط با منافع کل بشریت در نظر بگیریم، می‌بینیم که این فجایع هولناک سرشار از منفعت است؛ از جمله این‌که، فرزندان افراد بیمار سریع‌تر می‌میرند و افراد نابهنجار و ضعیف به مثابه قربانی‌های بیماری‌های همه‌گیر جدا می‌شوند.
اسپنسر در مورد مستمندان بسیار سندگدل و مخالف کمک دولت به آنان بود. در همین خصوص نوشته‌است:
قانون حمایت از مستمندان، که با معلق کردن فرایند سازگاری، موجب گسترش دامنه فقر در آینده خواهد شد، همین امروز نیز می‌تواند چنین پیامدی به همراه داشته باشد. بخش زیادی از پول‌هایی که هر سال صرف کمک به مستمندان می‌شود، صرف حمایت از کارگرانی شود که در بخش‌های تولیدی مشغول به کار هستند، مانند زهکشی زمین‌ها، ساخت ماشین‌آلات صنعتی، و غیره. از این طریق انبارها به سرعت پر از کالاهای تولیدی شده و متعاقباً کمبود کالا برطرف خواهد شد.
اسپنسر با هرگونه مداخله دولت در فعالیت‌های خصوصی مخالف بود و از نظر او، رقابت موجب می‌شود تا افردی که به لحاظ زیست‌شناختی و اجتماعی صلاحیت ندارند، نابود شوند. دیدگاه فردگرایانه اسپنسر و اعتقادش به اقتصاد آزاد با استقبال گرم سرمایه‌داران آمریکایی مواجه شد، چرا که بری آنان توجیه پسندیده‌ای فراهم می‌کرد تا موقعیت ممتازشان را به فضائل برترشان نسبت دهند.

## انتقادات
جیمز کندی در نقد نظریه بقای اصلاح اسپنسر می‌گوید:
اسپنسر مدعی بود که افراد اصلح در شرایطی رشد می‌کنند که افراد فاقد صلاحیت قادر به رشد در آن شرایط نیستند. این در حالی است که زندگی خود اسپنسر با ارثی که از عمویش به وی رسید سر و سامان گرفت؛ بنابراین «صلاحیت» او را برای بقا باید ناشی از ثروت خانوادگی‌اش دانست.